# Fraates III
Fraates III (em latim: Phraātēs; em grego: Φραάτης; romaniz.: Phraátēs; em parta: 𐭐𐭓𐭇𐭕; romaniz.: Frahāt; ? — 57 a.C.) foi sucessor de Sanatruces (seu pai) e reinou sobre o Império Parto de 69 a 57 a.C..

## Nome
Fraates (Φραάτης, Phraátēs; Phraātēs), Afraates (Aφραάτης, Aphraátēs; Aphraātēs) ou Fraoates (Φραõάτης, Phraoátēs) são as formas grega e latinas do parta Fraate (𐭐𐭓𐭇𐭕, Frahāt), que derivou do iraniano antigo Fraata (*Frahāta-), "adquirido". Foi registrado em siríaco como Afraate (em siríaco: ܐܦܪܗܛ, Ap̄rahaṭ), armênio como Raate (Հրահատ, Hrahat) e em persa novo como Afraate (فرهاد, Afrahāt) e Farade (فرهاد, Farhād).